# Душан Пајин
Душан Пајин (Београд, 1942) српски је филозоф и естетичар, професор универзитета. У свом научном раду бави се превасходно уметношћу, филозофијом и културом Далеког истока.

## Биографија
Дипломирао на Филозофском факултету у Београду 1968, а докторирао у Сарајеву 1978. године.
Прве текстове почео да објављује 1963. у Студенту (ликовне критике и есеје). Од тада објавио више од 500 библиографских јединица — студије, чланке, критике и приказе — у нашим и страним часописима (Енглеска, САД, Кина, Француска итд), као и дванаест књига из области историје културе и филозофије уметности, као и збирку поезије на кинеском. Приредио је 12 књига, укључујући „Антологију југословенске поезије“ - 1950-95 (објављена кинеском – 1997, Тајпеј, 1998, Пекинг). Бави се и сликарством.
Радио је као уредник у „Нолиту“, у више библиотека (Филозофска, Психолошка, Све о свему) (1978-1994). Био је и главни уредник часописа Културе Истока (1983-1992).
Од 1994. је ванредни професор а у периоду 1999-2009, редовни професор Факултета ликовних уметности у Београду за предмет Филозофија уметности. Од 2009. године је у пензији. Као гостујући професор предавао је на Филозофском факултету у Нишу и Сарајеву (1980-1983) и на Факултету музичке уметности у Београду (1992-2001). Од 2003. до 2009. на енглеском предавао изборни курс „Европска култура - прошлост, садашњост, будућност” на међународним постдипломским студијама при Универзитету уметности у Београду.
Учествовао је на Светским конгресима естетике са рефератима (Нотингем 1988, Лахти - Финска, 1995, Токио 2001) као и у бројним другим конференцијама у Србији и иностранству (Њу Делхи, Хамбург, Беч, Сере, Тајпеј, Хонг-Конг, Лондон - Оксфорд, Сијетл, Ралеј итд).
Редован је гост културних програма на радију и телевизији. Предавач на јавним трибинама у Београду и другим градовима, а сарађивао је и у дневној штампи.
Члан је Естетичког друштва Србије. Говори, чита и пише на енглеском, а похађао је и течајеве кинеског и санскрта. Живи у Београду.

## Самосталне изложбе слика
- Београд 1986,
- Тајпеј 1996,
- Београд 2008.